# Il bambino senza un venerdì
Il bambino senza un venerdì è un racconto per ragazzi del 1992 dell'autore italiano Giuseppe Pederiali.

## Storia editoriale
Il racconto fu inizialmente pubblicato dalla Cooperativa Culturale Centoggi di Cento, con le illustrazioni dell'artista locale Gianni Cestari. Fu ripubblicato nel 2001 dalle edizioni scolastiche Bruno Mondadori.

## Trama
Un bambino, al quale viene sempre ripetuto che "gli manca un venerdì", chiede alla sua amica e compaesana Francesca dove trovare il giorno che gli fa difetto. Insieme vanno nel Paese della Fumana, dove incontrano una creatura fatta di nebbia, che prima di sparire suggerisce loro di cercare nella Selva Tagliata. Questa viene identificata col bosco della Saliceta, dove i due incontrano un omino uscito da un olmo, che prendono per un nano, ma questi prima li corregge dicendo che è un salvano, poi dà loro delle indicazioni molto generiche. Tornano allora al paese dove abitano e si recano all'ufficio oggetti smarriti del municipio. L'impiegata spiega che non si può ritrovare il venerdì che manca al bambino, ma che ciò non è un male, perché in cambio si hanno tante cose positive, e che anche a lei ne manca uno. Il bambino così è felice.

## Edizioni
- Giuseppe Pederiali, Il bambino senza un venerdì, illustrazioni di Gianni Cestari, Cento, Cooperativa Culturale Centoggi, 1992.
- Giuseppe Pederiali, Il bambino senza un venerdì, collana La giostra di carta. Lettori sicuri, Milano, Bruno Mondadori, 2001, ISBN 88-424-8321-4.